# NGC 2405
NGC 2405 (również PGC 21224) – galaktyka spiralna (S), znajdująca się w gwiazdozbiorze Bliźniąt. Odkrył ją Albert Marth 7 listopada 1864 roku.
Według serwisu SEDS (Students for the Exploration and Development of Space) galaktyka tworzy parę z galaktyką eliptyczną, stąd ich oznaczenia NGC 2405-1 i NGC 2405-2. Jednak przy większych powiększeniach teleskopu okazuje się, że ten nakładający się na galaktykę spiralną obiekt to gwiazda pierwszego planu.
W galaktyce zaobserwowano do tej pory jedną supernową – SN 2011gh.